# Josta
A josta vagy ribiszkeköszméte (Ribes x nidigrolaria) a ribiszke (Ribes) nemzetségbe tartozó hibrid növényfaj, cserje. Általában a fekete ribizli és az egres keresztezéseként jellemzik, azonban genetikai háttere ennél összetettebb. Különböző latin neveken ismert: Ribes nidigrolaria, vagy Ribes nidrigolaria, vagy Ribes x culverwelli, vagy Ribes nigrum x uva-crispa.
A ‘Josta’ eredetileg a ribiszkeköszméte (Ribes x nidigrolaria) egyik fajtájának a neve, később azonban ez a név annyira elterjedt, hogy ma már általánosságban magát a fajt, a ribiszkeköszmétét is értik alatta. Míg a fajta nevét nagy kezdőbetűvel, addig a köznevesült és jelentésmódosuláson átesett névváltozatot kis kezdőbetűvel írják.

## Származása, elterjedése
A ribiszkeköszmétét mesterségesen állították elő a 20. században, Németországban. Lényegében tényleg a fekete ribizli és az egres közötti faj, ám a több lépéses nemesítő programban egy vad egresfaj is részt vett. A nemesítést 1922-ben kezdte Lorenz Kölnben, a Max Planck Intézetben, munkáját Rudolf Bauer fejezte be. Kereskedelmi forgalomba a növény szaporítóanyaga, és maga a gyümölcs is a hetvenes években került, josta nevét a fekete ribizli (Johannisbeere) és az egres (Stachelbeere) német nevének kezdő szótagjaiból alkották meg.

## Megjelenése, felépítése
Kifejezetten gyorsan nő, könnyedén eléri a 2 méter magasságot. Hosszú vesszői tüskétlenek, így a bokor – mind a vesszők, mind a rügyek – inkább hasonlít a ribizlire, mint a köszmétére, bár a vesszők színezettebbek, a rügyek testesebbek.
Közepes méretű, háromkaréjú, fényes zöld levelei viszont jobban emlékeztetnek a köszmétére, mint a fekete ribiszkére. Sziromlevelei lilás színűek.
Sötét színű, sima héjú, szőrtelen bogyóinak normális átmérője 14–15 mm, tömege kb. 3 g. A gyümölcs húsa zöldes, benne apró magokkal. Kellemes íze mindkét őséére emlékeztet, a tipikus feketeribizli-íz nélkül: a köszméte frissítő savanyúsága mellett aromája inkább az áfonyáét idézi.

## Életmódja, termőhelye
Április első harmadától virágzik. Termése július közepére általában beérik, termése átlagosan 3,6 kg bokronként (Magyarországon).

## Felhasználása
Bogyójában sok a C-vitamin. Élelmiszerként frissen és feldolgozva is szerteágazóan hasznosítják.

## Fajtái
- ‘Josta’ – német nemesítésű fajta.[2]
- ‘Jostine’ – német nemesítésű fajta.[2]
- ‘Rikő’ – magyar nemesítésű fajta, Porpáczy Aladár nemesítette. Nem a gyümölcse miatt jelentős, hanem botanikai érdekesség.[5]